# Hughli

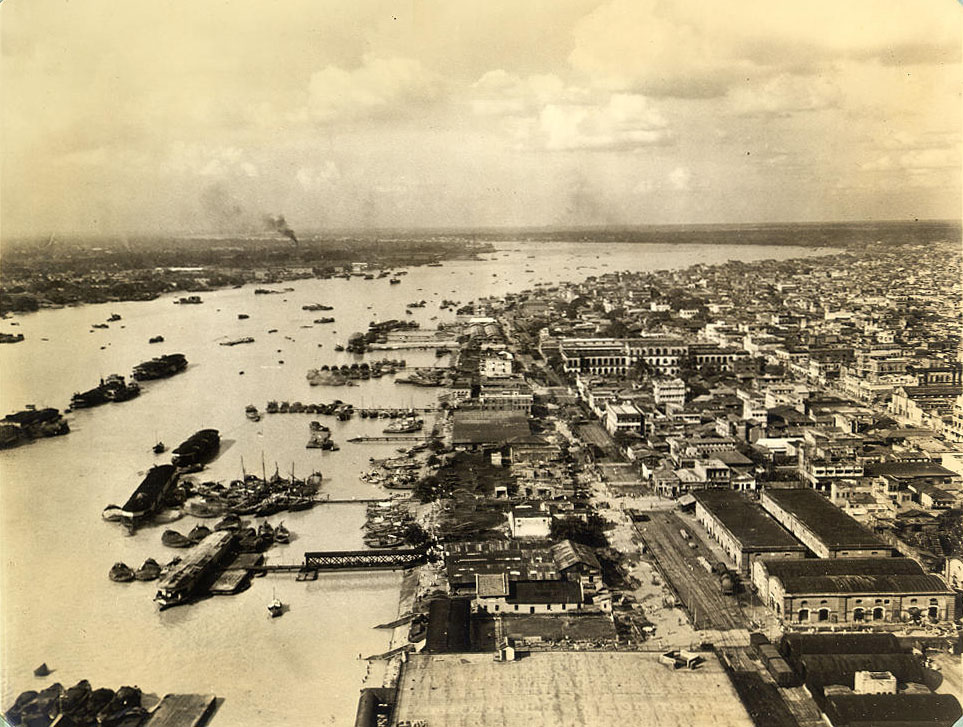
Riva est dell'Hughli a Kolkata nel 1945.

L'Hughli, spesso indicato nella sua traslitterazione inglese Hooghly, è un fiume dell'India di 250 km, ramo occidentale del delta del Gange.
Si forma a Santipur vicino alla città di Baharampur, scorre nello Stato del Bengala Occidentale, passa fra le città gemelle di Howrah e di Calcutta e si getta nel golfo del Bengala vicino a Diamond Harbor. I suoi due principali affluenti sono il Damodar e il Rupnarayan.
La sua navigabilità è la ragione per cui fu scelto dagli inglesi per l'insediamento della loro filiale commerciale di Calcutta e dai francesi per quella di Chandannagar. Molti ponti attraversano l'Hughli all'altezza di Calcutta: lo Howrah Bridge e i ponti Vidyasagar Setu e Vivekananda Setu.
Il moderno porto per container di Haldia, sul basso corso del fiume, gestisce la maggior parte dell'attività marittima commerciale.